# Hiroshi Isoyama
Hiroshi Isoyama (jap. 磯山博 Isoyama Hiroshi; ur. 14 stycznia 1937) – Japończyk, nauczyciel aikido (8. dan).
Isoyama rozpoczął treningi aikido w wieku 12 lat. Przez 20 lat był uchideshi o-sensei'a Morihei Ueshiby. W latach 1970–1974 szkolił na Hokkaido amerykańskich żołnierzy z jednostek desantowych.
Po śmierci Saito Morihiro shihan Isoyama objął obowiązki nauczyciela w Iwama Dojo Aikikai Hombu. Jest również przewodniczącym All Japan Aikido Federation.
Shihan Isoyama sześciokrotnie odwiedził Polskę: w 2005 (Warszawa), 2006 (Poznań),  2007 (Poznań), 2008 (Poznań), 2009 (Poznań) oraz 2010 (Poznań).